# Meeting Herculis 2017
Navigation
Édition précédente Édition suivante
Le Meeting Herculis 2017 est la 30e édition du Meeting Herculis qui a lieu le 21 juillet 2017 au Stade Louis-II de Monaco. Il constitue la onzième étape de la Ligue de diamant 2017.

## Résultats

### Hommes
| Rang | Athlète             | Temps        | Points |
| ---- | ------------------- | ------------ | ------ |
| 1    | Usain Bolt          | 9 s 95 (SB)  | 8      |
| 2    | Isiah Young         | 9 s 98       | 7      |
| 3    | Akani Simbine       | 10 s 02      | 6      |
| 4    | Chijindu Ujah       | 10 s 02      | 5      |
| 5    | Su Bingtian         | 10 s 06 (SB) | 4      |
| 6    | Mike Rodgers        | 10 s 06      | 3      |
| 7    | Christopher Belcher | 10 s 12      | 2      |
| 8    | Yunier Pérez        | 10 s 20      | 1      |

| Rang | Athlète           | Temps        | Points |
| ---- | ----------------- | ------------ | ------ |
| 1    | Wayde van Niekerk | 43 s 73 (MR) | 8      |
| 2    | Isaac Makwala     | 43 s 84 (SB) | 7      |
| 3    | Baboloki Thebe    | 44 s 26      | 6      |
| 4    | Gil Roberts       | 44 s 57      | 5      |
| 5    | Vernon Norwood    | 44 s 81      | 4      |
| 6    | Luka Janežič      | 44 s 84 (NR) | 3      |
| 7    | Tony McQuay       | 46 s 04      | 2      |
| 8    | Teddy Atine-Venel | 46 s 36      | 1      |

| Rang | Athlète            | Temps                  | Points |
| ---- | ------------------ | ---------------------- | ------ |
| 1    | Elijah Manangoi    | 3 min 28 s 80 (WL, PB) | 8      |
| 2    | Timothy Cheruiyot  | 3 min 29 s 10 (PB)     | 7      |
| 3    | Ronald Kwemoi      | 3 min 32 s 334         | 6      |
| 4    | Filip Ingebrigtsen | 3 min 32 s 48 (SB)     | 5      |
| 5    | Homiyu Tesfaye     | 3 min 33 s 47 (SB)     | 4      |
| 6    | Charles Simotwo    | 3 min 33 s 54          | 3      |
| 7    | Chris O'Hare       | 3 min 33 s 61 (PB)     | 2      |
| 8    | Marcin Lewandowski | 3 min 34 s 04 (NR)     | 1      |

| Rang | Athlète          | Temps              | Points |
| ---- | ---------------- | ------------------ | ------ |
| 1    | Evan Jager       | 8 min 1 s 29 (WL)  | 8      |
| 2    | Jairus Birech    | 8 min 7 s 68 (SB)  | 7      |
| 3    | Stanley Kebenei  | 8 min 8 s 30 (PB)  | 6      |
| 4    | Benjamin Kigen   | 8 min 11 s 38 (PB) | 5      |
| 5    | Amos Kirui       | 8 min 15 s 91      | 4      |
| 6    | Andrew Bayer     | 8 min 19 s 27      | 3      |
| 7    | Hillary Bor      | 8 min 25 s 88      | 2      |
| 8    | Abraham Kibiwott | 8 min 32 s 39      | 1      |

| Rang | Athlète             | Marque       | Points |
| ---- | ------------------- | ------------ | ------ |
| 1    | Piotr Lisek         | 5,82 m (=PB) | 8      |
| 2    | Jan Kudlicka        | 5,72 m (SB)  | 7      |
| 2    | Kévin Menaldo       | 5,72 m       | 7      |
| 4    | Axel Chapelle       | 5,72 m (PB)  | 5      |
| 5    | Renaud Lavillenie   | 5,72 m       | 4      |
| 6    | Shawnacy Barber     | 5,72 m       | 3      |
| 6    | Kurtis Marschall    | 5,72 m       | 3      |
| 8    | Valentin Lavillenie | 5,60 m       | 1      |

| Rang | Athlète            | Marque  | Points |
| ---- | ------------------ | ------- | ------ |
| 1    | Thomas Röhler      | 89,17 m | 8      |
| 2    | Jakub Vadlejch     | 85,43 m | 7      |
| 3    | Johannes Vetter    | 85,14 m | 6      |
| 4    | Ahmed Bader Magour | 81,61 m | 5      |
| 5    | Keshorn Walcott    | 80,15 m | 4      |
| 6    | Julius Yego        | 79,36 m | 3      |
| 7    | Neeraj Chopra      | 78,92 m | 2      |
| 8    | Bernhard Seifert   | 75,56 m | 1      |

### Femmes
| Rang | Athlète            | Temps        | Points |
| ---- | ------------------ | ------------ | ------ |
| 1    | Marie-Josée Ta Lou | 22 s 25      | 8      |
| 2    | Kyra Jefferson     | 22 s 42      | 7      |
| 3    | Dina Asher-Smith   | 22 s 89 (SB) | 6      |
| 4    | Kimberlyn Duncan   | 23 s 06      | 5      |
| 5    | Finette Agyapong   | 23 s 22      | 4      |
| 6    | Gloria Hooper      | 23 s 31      | 3      |
| 7    | Maroussia Paré     | 23 s 40      | 2      |
| 8    | Fanny Peltier      | 23 s 73      | 1      |

| Rang | Athlète            | Temps                           | Points |
| ---- | ------------------ | ------------------------------- | ------ |
| 1    | Caster Semenya     | 1 min 55 s 27 (WL, MR, DLR, NR) | 8      |
| 2    | Francine Niyonsaba | 1 min 55 s 47 (NR)              | 7      |
| 3    | Ajee Wilson        | 1 min 55 s 61 (NR)              | 6      |
| 4    | Sifan Hassan       | 1 min 56 s 81 (PB)              | 5      |
| 5    | Melissa Bishop     | 1 min 57 s 01 (NR)              | 4      |
| 6    | Lynsey Sharp       | 1 min 58 s 01 (SB)              | 3      |
| 7    | Brenda Martinez    | 1 min 58 s 43 (SB)              | 2      |
| 8    | Charlene Lipsey    | 2 min 1 s 09                    | 1      |

| Rang | Athlète              | Temps              | Points |
| ---- | -------------------- | ------------------ | ------ |
| 1    | Hellen Onsando Obiri | 8 min 23 s 14 (WL) | 8      |
| 2    | Beatrice Chepkoech   | 8 min 28 s 66 (PB) | 7      |
| 3    | Laura Muir           | 8 min 30 s 64 (PB) | 6      |
| 4    | Eilish McColgan      | 8 min 31 s 39 (PB) | 5      |
| 5    | Lilian Rengeruk      | 8 min 32 s 73 (PB) | 4      |
| 6    | Shannon Rowbury      | 8 min 33 s 38      | 3      |
| 7    | Agnes Jebet Tirop    | 8 min 35 s 37 (PB) | 2      |
| 8    | Shelby Houlihan      | 8 min 37 s 40 (PB) | 1      |

| Rang | Athlète           | Temps        | Points |
| ---- | ----------------- | ------------ | ------ |
| 1    | Kendra Harrison   | 12 s 51      | 8      |
| 2    | Sharika Nelvis    | 12 s 52 (SB) | 7      |
| 3    | Danielle Williams | 12 s 58      | 6      |
| 4    | Nia Ali           | 12 s 68      | 5      |
| 5    | Sally Pearson     | 12 s 68      | 4      |
| 6    | Jasmin Stowers    | 12 s 75      | 3      |
| 7    | Pamela Dutkiewicz | 12 s 82      | 2      |
| 8    | Isabelle Pedersen | 13 s 03      | 1      |

| Rang | Athlète           | Marque      | Points |
| ---- | ----------------- | ----------- | ------ |
| 1    | Mariya Lasitskene | 2,05 m (MR) | 8      |
| 2    | Yuliya Levchenko  | 1,97 m (PB) | 7      |
| 3    | Vashti Cunningham | 1,97 m      | 6      |
| 4    | Maruša Černjul    | 1,85 m      | 5      |
| 4    | Erika Kinsey      | 1,85 m      | 5      |
| 4    | Alessia Trost     | 1,85 m      | 5      |
| 7    | Oksana Okuneva    | 1,85 m      | 2      |
| 8    | Inika McPherson   | 1,85 m      | 1      |

| Rang | Athlète               | Marque       | Points |
| ---- | --------------------- | ------------ | ------ |
| 1    | Caterine Ibargüen     | 14,86 m (SB) | 8      |
| 2    | Yulimar Rojas         | 14,83 m      | 7      |
| 3    | Kimberly Williams     | 14,54 m (SB) | 6      |
| 4    | Patrícia Mamona       | 14,18 m      | 5      |
| 5    | Elena Panturoiu       | 14,16 m      | 4      |
| 6    | Olga Rypakova         | 14,12 m      | 3      |
| 7    | Jeanine Assani Issouf | 13,82 m      | 2      |
| 8    | Rouguy Diallo         | 13,76 m      | 1      |

## Légende
Records et Performances
- AR : Record continental (area record)
- CR : Record des championnats (championship record)
- MR : Record du meeting (meet record)
- NR : Record national (national record)
- OR : Record olympique (olympic record)
- PR : Record paralympique (paralympic record)
- PB : Record personnel (personal best)
- SB : Meilleure performance personnelle de la saison (season's best)
- WL : Meilleure performance mondiale de l'année (world leader)
- WJR : Record du monde junior (world junior record)
- WR : Record du monde (world record)

Circonstances et Conditions
- DNF : N'a pas terminé (did not finish)
- DNS : N'a pas pris le départ (did not start)
- DQ : Disqualification (disqualification)
- NM : Aucun essai valable enregistré (No Mark)
- Q : Qualifié « directement » au prochain tour (ou à la prochaine compétition), lors d'une compétition majeure, grâce au classement ou à la réalisation des minima (automatic qualifier)
- q : Qualifié au prochain tour (ou à la prochaine compétition), lors d'une compétition majeure, grâce au repêchage ou à la réalisation de l'une des meilleures performances parmi celles des « non qualifiés directement » (grâce au meilleur temps ou à la meilleure distance par exemple) (secondary qualifier)